# Halles de Montbéliard
Le bâtiment des Halles est un bâtiment historique situé à Montbéliard dans le Doubs en France.

## Histoire

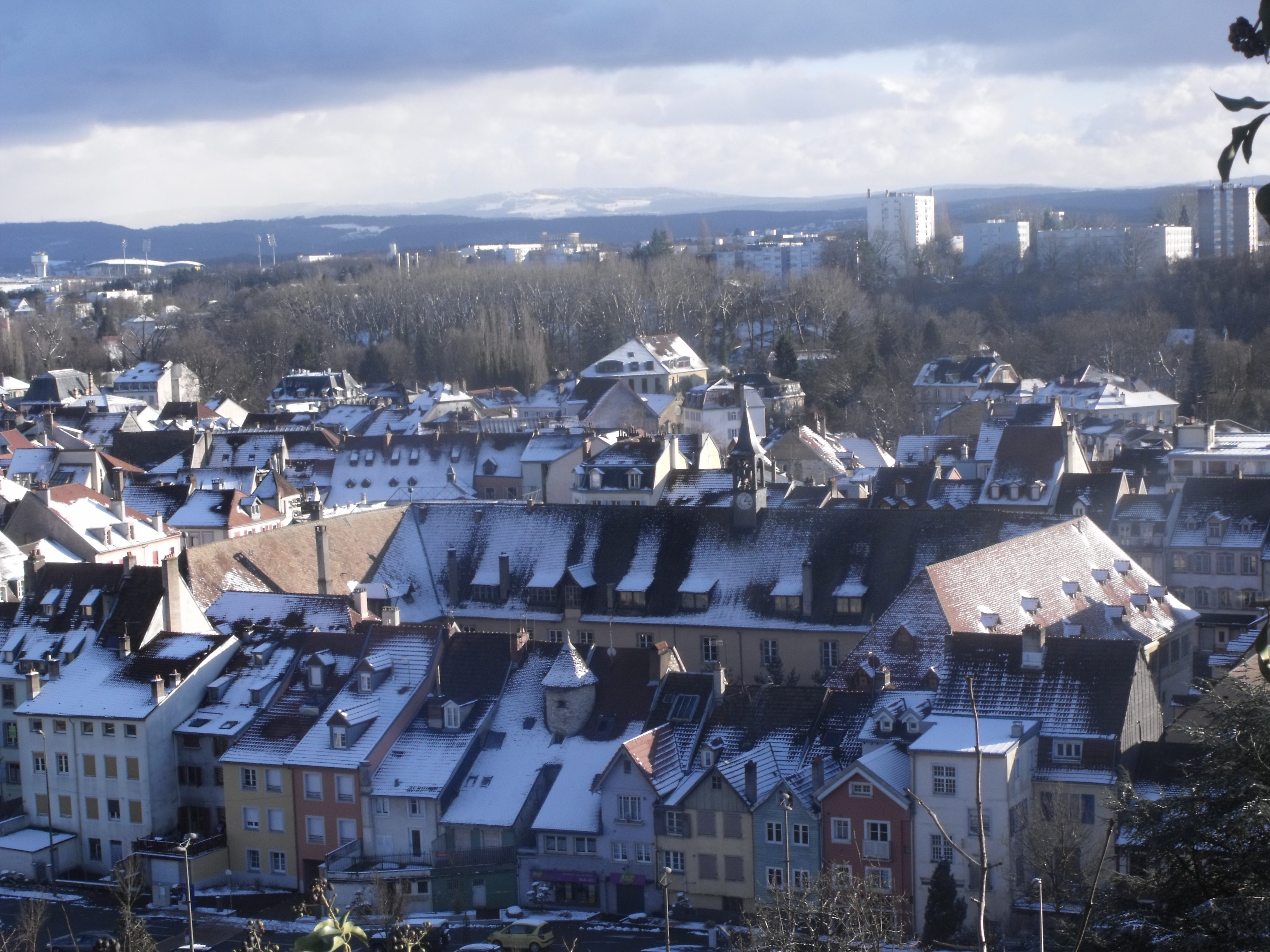
Vue arrière Halles de Montbéliard

Les Halles telles que nous les connaissons ont été érigées en remplacement du bâtiment des halles précédentes qui était en bois et qui existait déjà en 1301.
La construction de l'édifice se fait en 3 temps :
- l'aile méridionale de 1535 à 1539 ;
- l'aile orientale de 1565 à 1592 ;
- l'aile occidentale de 1624 à 1626.

L'aile nord avait été prévue pour compléter et fermer l'ensemble mais elle ne sera jamais construite.
L'édifice sert à la fois pour les services administratifs (Conseil gouvernemental ou régence, tribunal civil) et pour les services commerciaux (marché, douane, bourse aux grains...).
Possédant de vastes greniers, il sert parfois également de lieu de stockage pour le grain.
Le quartier des Halles s'impose comme le quartier commercial de la ville
Les halles et son quartier assurent alors une jonction entre la Neuve-ville (Faubourg de Besançon) et les quartiers plus anciens (Vieille ville).
Au cœur de la ville, les Halles (et la place qui l'entoure) sont le témoin de nombreux évènements (tournois, pièces et représentations, rassemblements...)
Le bâtiment fait l’objet d’un classement au titre des monuments historiques depuis le 12 juin 1992.

## Architecture

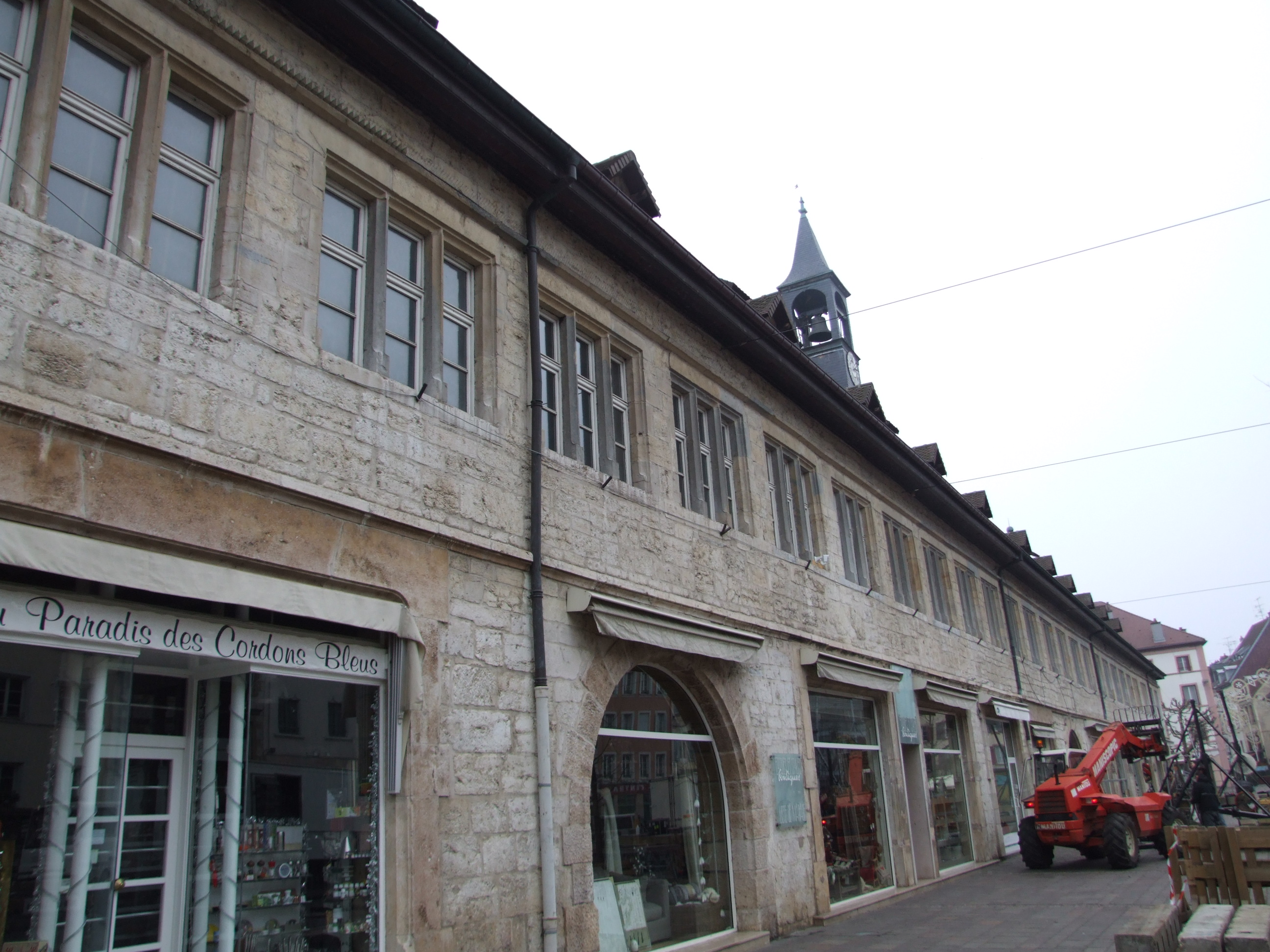
Les commerces du rez-de-chaussée

Les façades arborent un style très régulier augurant les prémices du style Renaissance. Les façades extérieures sont en pierre de taille calcaire.
Au milieu de l'aile principale (méridionale) se dresse un campanile arborant une horloge et incluant une cloche, classée à titre objet aux monuments historiques depuis le 30 mai 1928, sur laquelle est gravée l'inscription : « Vox mea cunctorum sit terror Daemonum Frère Johan Vaucler abbé MVIC XVIII ». Juste en dessous un passage avec un arc en plein cintre permet de relier la cour intérieure.
Comme beaucoup d'habitations de la ville, les fenêtres sont munies de meneaux.

## Intégration dans la ville
Le bâtiment s'inscrit dans le riche passé historique de la ville et est un des témoins de la période faste du début de la Renaissance en compagnie d'autres monuments tels que le temple Saint-Martin de Montbéliard, le château de Montbéliard…
Le rez-de-chaussée de l'édifice accueille actuellement des commerces et sa cour intérieure, un parking.